# Ryan Dunn (basketspelare)

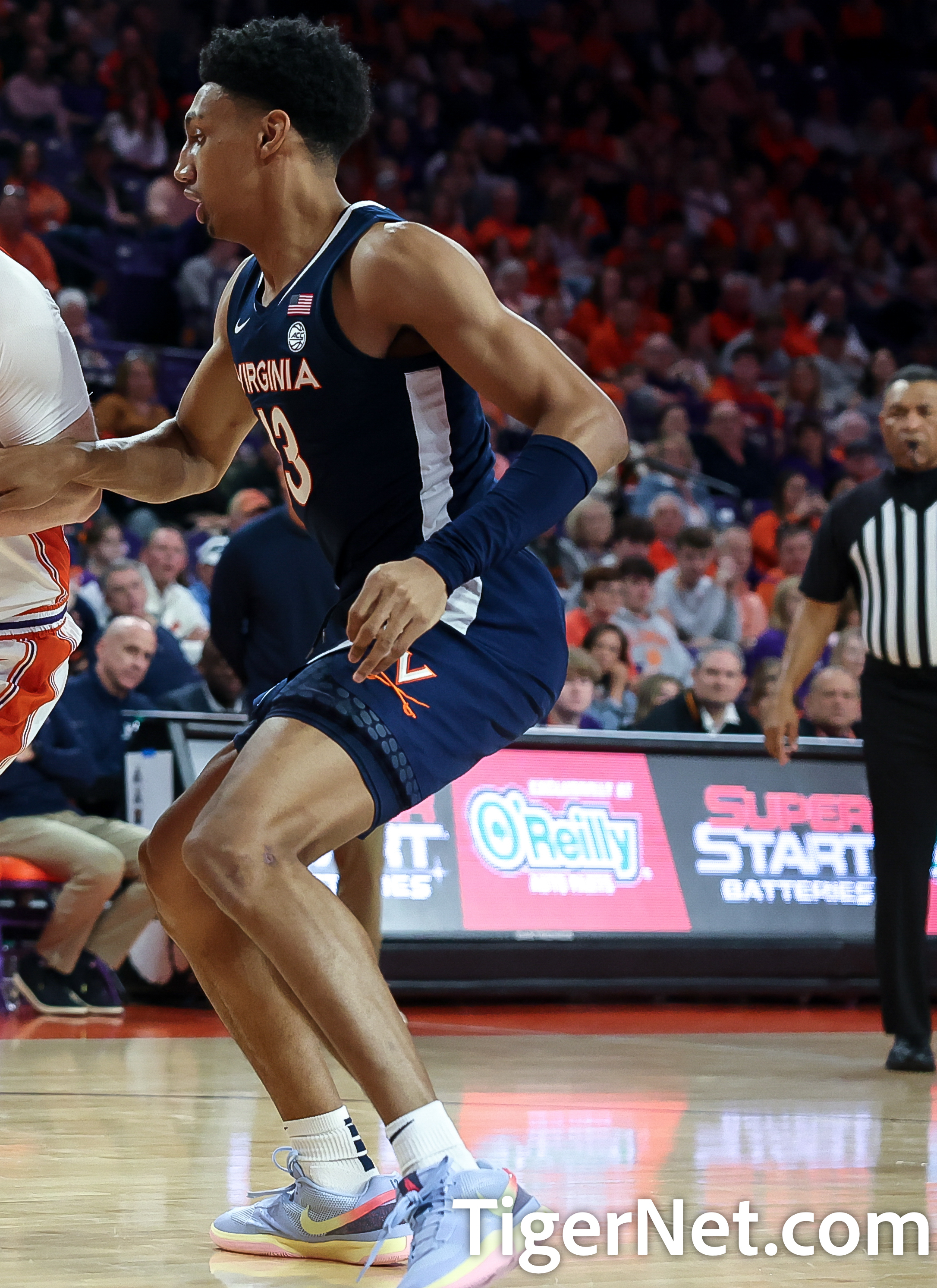
Ryan Dunn, 2024.

Ryan Christian Dunn, född 7 januari 2003 i New Hyde Park i New York, är en amerikansk professionell basketspelare (SF) som spelar för Phoenix Suns i National Basketball Association (NBA).
Han draftades av Denver Nuggets i första rundan i 2024 års draft som 28:e spelare totalt.
Innan Dunn blev proffs studerade han vid University of Virginia och spelade för deras idrottsförening Virginia Cavaliers.